# Bujereuca
Bujereuca este un cartier în nordul municipiului Soroca, Republica Moldova.

## Istoric
În anul 1773 satul Bojureuca număra 11 case și bordeie, inclusiv 7 din ele erau locuite de familii de moldoveni eliberați de bir. Patru capi de familii își făceau slujba în calitate de cazaci pe lângă ispravnicii soroceni. Moșia satului aparținea cucoanei Bosiasa.
La recensământul din anul 1817, satul Bujareuca includea 85 de gospodării, 1 văduvă, 9 burlaci, în total 94 bărbați (capi de familie) și 1 văduvă. Moșia satului aparținea clucerului Nicolae Cerchez și cuprindea: 500 fălci de fânaț, 600 f. de pășuni; 1000 f. de pământ arabil; 100 f. grădini de zarzavat; 50 f. vatra satului; 10 pogoane de podgorie ale boierului; 15 pogoane de podgorie aparținând țăranilor. Pescuitul era practicat în râul Nistru.
Publicațiile statistice din anii 70 ai secolului XIX, ne oferă următoarele date:
- 1870 - 129 case, 385 bărbați, 291 femei, 18 capete de cai, 178 vite, 300 ovine și caprine.
- 1875 - 121 case, 337 bărbați, 323 femei, 72 capete de cai, 98 vite, 270 ovine și caprine.

În 1886 în satul Bujereuca era 136 de case (gospodării), 587 locuitori, biserică ortodoxă și o unitate de distilarea vinului.
La recensământul din 1897, în Bujerovca au numărați 1063 oameni, inclusiv 530 bărbați și 533 femei. Din numărul total de locuitori, 1006 erau ortodocși.
Zamfir Arbore descrie satul Bujareuca din județul Soroca, volostea Ocolina, în felul următor: așezat pe malul Nistrului, aproape de orașul Soroca. Vad pe râu. Satul formează un fel de mahala a orașului, cu o populațiune de 470 români și 388 evrei; biserică; 175 case, școală elementară rusească; vite mari 142, cai 59.
În 1923, pe cuprinsul satul Bujereuca, din județul Soroca, plasa Nădușița, sunt atestate dealurile Țiglei și Făgădău, râulețele Racovăț și Velniței. Au fost înregistrate 300 case locuite, 1 casă părăsită, în total 355 de menaje. Numărul estimativ al populației constituia 1980 locuitori, inclusiv 960 bărbați și 1020 femei. În sat activau 1 moară cu aburi, 3 mori pe apă, 1 școală primară mixtă, învățători - Filip Galiasevici și Vera Svelca, biserică ortodoxă, poștă rurală, primărie, comerciant de vite - Dumitru Cucer, proprietari de moșie - Liubov Panina (1050 desetine).. În anul 1924 primar al satului a fost Ștefan Ciobanu, notar - Timoftei Sterlețchi.
Începând cu anul 1925, Bujereuca este inclus în orașul Soroca ca parte integrantă, fără a mai fi listat separat în datele statistice.